# Philippinische Botschaft in Berlin

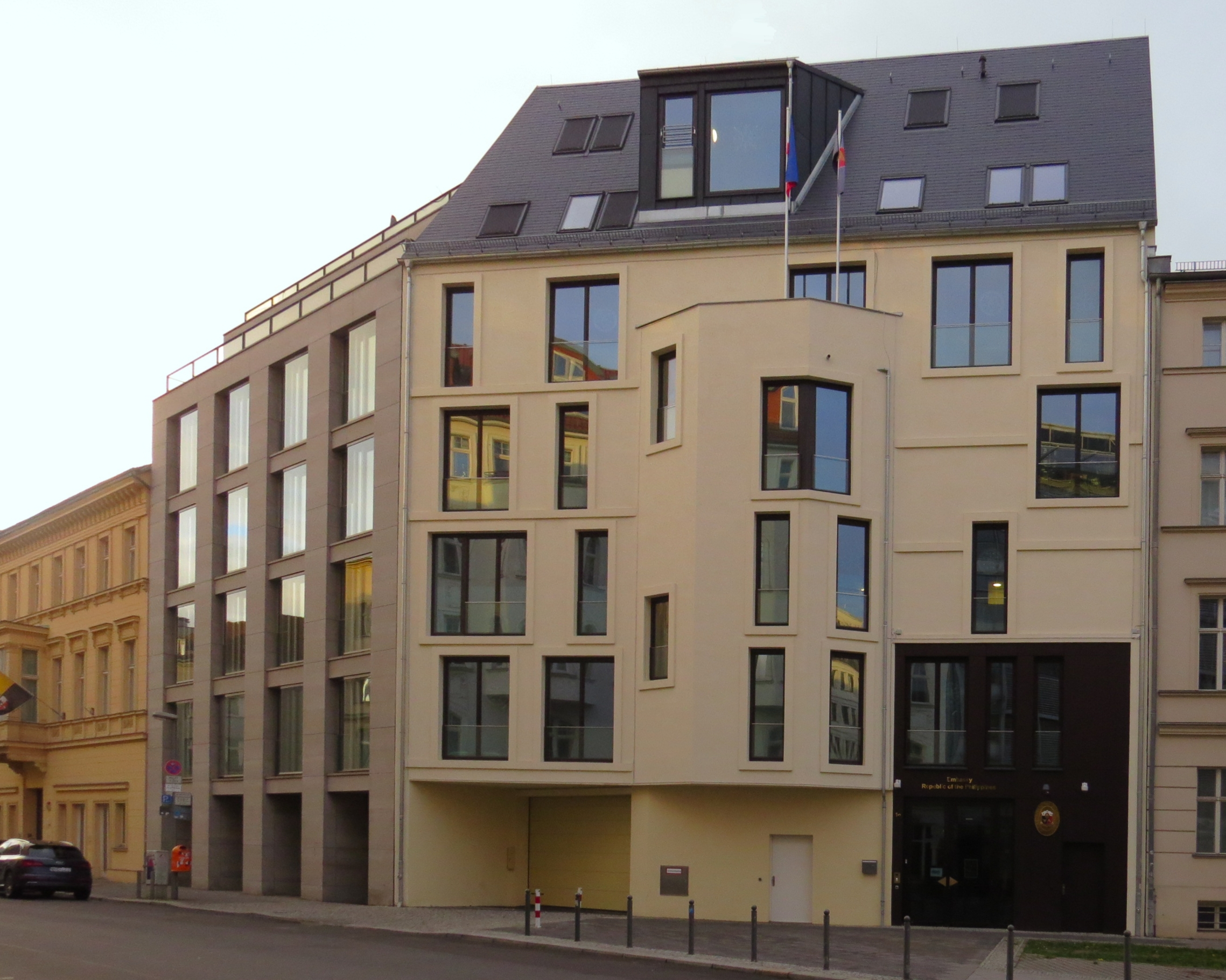
Botschaftsgebäude von der Kreuzung Reinhardtstraße / Luisenstraße aus gesehen

Die philippinische Botschaft in Berlin ist die diplomatische Vertretung der Republik der Philippinen in der Bundesrepublik Deutschland mit Sitz in der Luisenstraße 16 im Ortsteil Mitte des gleichnamigen Bezirks.
Botschafterin ist seit dem 16. Mai 2023 Irene Susan Barreiro Natividad.
Die Philippinen unterhalten ein Generalkonsulat in Frankfurt am Main und Honorarkonsulate in Pullach und Stuttgart.

## Geschichte
Am 8. Oktober 1954 nahmen die Philippinen und die Bundesrepublik Deutschland diplomatische Beziehungen auf. In den 1980er Jahren hatte die Botschaft ihren Sitz in der Bonner Maximilianstraße 28b. Dort war die spätere Botschafterin Delia Domingo-Albert zwischen 1984 und 1990 Stellvertreterin des Botschafters.
Am 21. Dezember 1973 vereinbarten die Philippinen und die DDR die Aufnahme diplomatischer Beziehungen und die Einrichtung von Botschaften in den jeweiligen Hauptstädten. Botschaftssitz war die damalige Ost-Berliner Otto-Grotewohl-Straße 3a (seit 1993: Wilhelmstraße 66). Im gleichen Haus befanden sich bis zum Ende der DDR auch die Botschaften von Afghanistan, Griechenland, Pakistan, Portugal, Schweden, Simbabwe und Zaire.
Nach der deutschen Wiedervereinigung und dem Umzug von Bundestag und Regierung nach Berlin betrieb die philippinische Botschaft eine Filiale in der Uhlandstraße 97 in Berlin-Wilmersdorf, einem Gründerzeit-Wohnhaus mit ehemals elf Wohnungen.
Das frühere Botschaftsgebäude in Bonn diente noch einige Zeit als Außenstelle der Botschaft, der dortige Leiter war im Jahr 2008 Thomas Q. Auxilian. Aus Rationalisierungsgründen wurde die Einrichtung in Bonn aufgegeben.
Zum November 2015 bezog die Botschaft zunächst am Kurfürstendamm 194 in Berlin ihren Hauptstadtsitz. Im Januar 2019 erfolgte der Umzug in den Ortsteil Mitte in die Luisenstraße 16.

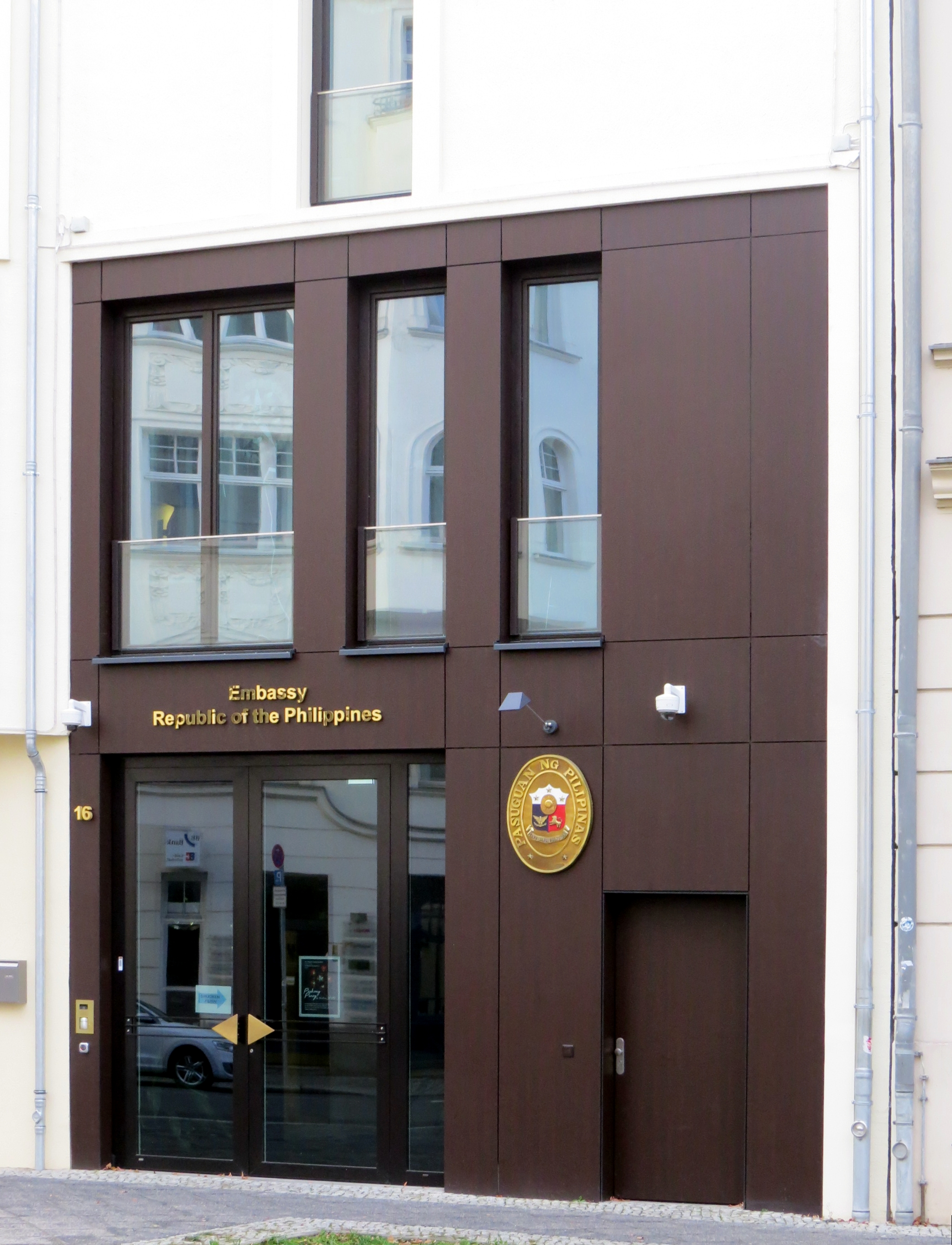
Eingang zum Botschaftsgebäude

## Botschaftsgebäude
Das Grundstück Charitéstraße 7 mit einer Fläche von rund 400 Quadratmetern war seit dem Ende des Zweiten Weltkriegs unbebaut. Es erhielt mit der Errichtung des Botschaftsgebäudes die Adresse Luisenstraße 16. Das siebenstöckige Gebäude wurde 2017–2018 errichtet und am 18. Februar 2019 eingeweiht. Es entstand nach Plänen des Berliner Architekten Florian Hoyer, die Bauausführung erfolgte durch die Zielconcept Group. Die Baukosten betrugen elf Millionen Euro.
Das Gebäude bietet 1400 Quadratmeter Nutzfläche. Das Dachgeschoss ist eine Konferenzetage, das Erdgeschoss wurde mit dem Untergeschoss verbunden und bildet einen großen Empfangs- und Veranstaltungssaal, den Bulwagan Pilipino. Wegen der Lage an einer abgeschrägten Straßenecke gibt es im Haus kaum rechte Winkel, der Hof ist dagegen mit Freiflächen locker gestaltet.

## Arbeitsweise, Organisation
Die philippinischen Diplomaten in Berlin koordinieren die politischen, wirtschaftlichen, wissenschaftlichen und kulturellen Beziehungen zwischen den Philippinen und Deutschland. Die Botschaft organisiert auch eigene Veranstaltungen, beispielsweise Konzerte mit philippinischen und deutschen Künstlern. Außerdem widmet sich das Botschaftsteam der Betreuung philippinischer Religionsgemeinschaften in Deutschland und betreut ehemalige Stipendiaten, die nach ihrem Deutschlandaufenthalt in ihrem Heimatland zum Wachstum der gegenseitigen Beziehungen beitragen. Die Botschaftsangehörigen sind deutschen Touristen auch bei der Planung und Durchführung von Reisen zu dem Inselstaat behilflich.
Das Personal der Botschaft besteht aus etwa 25 Personen.

## Botschafter
- 2002–2005: Minerva Jean Falcon
- Dezember 2005 bis 30. September 2010: Delia Domingo-Albert
- September 2011 bis 2015: Maria Cleofe Rayos Natividad[20]
- März 2015 bis Mai 2019: Melita S. Sta. Maria-Thomeczek,[21] vor allem ihren Aktivitäten ist der Neubau des Botschaftsgebäudes zu verdanken
- Juni 2019 bis Mai 2023: Maria Theresa Dizon-de Vega[22]
- seit Mai 2023: Irene Susan Barreiro Natividad